# Osojni Orah
Osojni Orah (en serbe cyrillique : Осојни Орах) est un village de l'ouest du Monténégro, dans la municipalité de Plužine.

## Démographie

### Évolution historique de la population
| 1948 | 1953 | 1961 | 1971 | 1981 | 1991 | 2003 |
| ---- | ---- | ---- | ---- | ---- | ---- | ---- |
| 116  | 128  | 143  | 131  | 103  | 77   | 65   |